# Sphaerochthonius spectabilis
Sphaerochthonius spectabilis är en kvalsterart som beskrevs av Gordeeva, Niemi och Petrova-Nikitina 1996. Sphaerochthonius spectabilis ingår i släktet Sphaerochthonius och familjen Sphaerochthoniidae. Inga underarter finns listade i Catalogue of Life.